# 穴虫峠
穴虫峠（あなむしとうげ）は、大阪府南河内郡太子町春日と奈良県香芝市穴虫の府県境にある標高140mの峠である。

## 概要
大阪側の入りに南阪奈道路や、それに付随する道路整備がされている以外は、山の斜面を利用したブドウ栽培のハウスなどがある、自然豊かな景色であり、近隣に屯鶴峯がある。
同じく奈良と大阪を結ぶ竹内峠より勾配が緩やかなため、バイクや自転車で越境する住民も多い。

## 交通
北の長尾街道（国道165号）と南の竹内街道（国道166号）を結ぶ穴虫街道の峠で、奈良と南大阪を結ぶ交通の要衝である。現在は奈良県道・大阪府道703号香芝太子線と近鉄南大阪線が通る。府県境の丁度下をトンネルを潜る形で近鉄線が通り、その上をクロスする形で道路が通っている。
- 国道165号 穴虫交差点から西へすぐ。